# Мусулини
45°20′ пн. ш. 15°05′ сх. д. / 45.33° пн. ш. 15.09° сх. д.
Мусулини (хорв. Musulini) — населений пункт у Хорватії, у Приморсько-Горанській жупанії у складі міста Врбовсько.

## Населення
Населення за даними перепису 2011 року становило 152 осіб.
Динаміка чисельності населення поселення:

## Клімат
Середня річна температура становить 9,18 °C, середня максимальна – 22,73 °C, а середня мінімальна – -6,11 °C. Середня річна кількість опадів – 1435 мм.
| Клімат поселення                              | Клімат поселення | Клімат поселення | Клімат поселення | Клімат поселення | Клімат поселення | Клімат поселення | Клімат поселення | Клімат поселення | Клімат поселення | Клімат поселення | Клімат поселення | Клімат поселення | Клімат поселення |
| Показник                                      | Січ.             | Лют.             | Бер.             | Квіт.            | Трав.            | Черв.            | Лип.             | Серп.            | Вер.             | Жовт.            | Лист.            | Груд.            |                  |
| Середній максимум, °C                         | 6,13             | 7,48             | 10,56            | 14,57            | 19,41            | 22,73            | 22,28            | 21,79            | 17,98            | 13,68            | 8,20             | 4,77             |                  |
| Середня температура, °C                       | 0,01             | 1,37             | 4,45             | 8,44             | 13,28            | 16,61            | 18,50            | 18,01            | 14,20            | 9,90             | 4,39             | 0,99             |                  |
| Середній мінімум, °C                          | −6,11            | −4,74            | −1,67            | 2,33             | 7,16             | 10,49            | 14,70            | 14,22            | 10,40            | 6,12             | 0,62             | −2,8             |                  |
| Норма опадів, мм                              | 83               | 88               | 102              | 125              | 115              | 132              | 103              | 112              | 133              | 158              | 160              | 124              |                  |
| Середньомісячна швидкість вітру, м/с          | 1.86             | 2.02             | 2.30             | 2.22             | 2.08             | 1.92             | 1.88             | 1.82             | 1.77             | 1.85             | 2.01             | 2.01             |                  |
| Середньомісячна сонячна радіація, кДж/м²·день | 4225             | 6994             | 10301            | 14675            | 18704            | 20344            | 21756            | 18550            | 13595            | 8745             | 4630             | 3525             |                  |
| --------------------------------------------- | ---------------- | ---------------- | ---------------- | ---------------- | ---------------- | ---------------- | ---------------- | ---------------- | ---------------- | ---------------- | ---------------- | ---------------- | ---------------- |
| Джерело:                                      |                  |                  |                  |                  |                  |                  |                  |                  |                  |                  |                  |                  |                  |